# Schlachtung

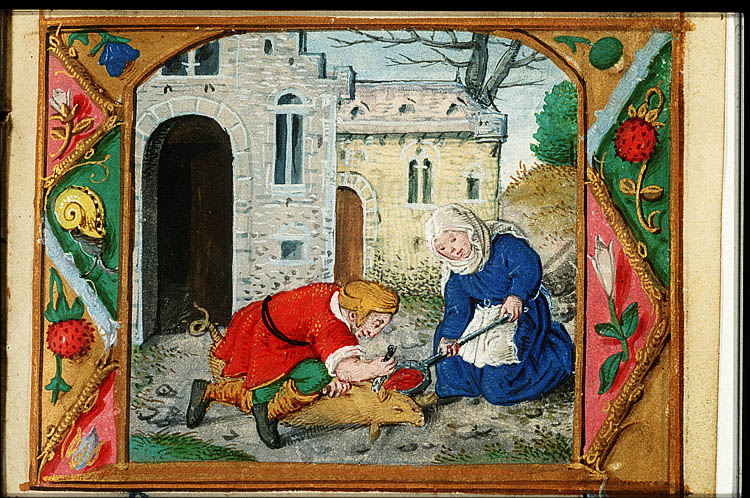
Mittelalterliche Darstellung der Schlachtung eines Schweines (Monatsbild)

Unter einer Schlachtung versteht man das Töten von Nutztieren unter Blutentzug, um deren Fleisch für den menschlichen Verzehr zu gewinnen, wobei Nebenprodukte wie Knochen, Horn und Haut weiterer Verarbeitung zugeführt werden können. Das EU-Recht definiert sie allgemeiner als Tötung eines Tieres zum menschlichen Verzehr. Dies wird präziser auch als Normalschlachtung bezeichnet. Gelegentlich wird eine Schlachtung auch zur Feststellung einer Krankheitsursache durchgeführt (diagnostische Schlachtung) oder bei drohendem Verlust des Tieres auch als Krank- oder Notschlachtung. Bei verschiedenen Tierseuchen oder deren Verdacht besteht ein generelles Schlachtverbot, um die Verbreitung vom Keimen und die Ansteckung des Schlachtpersonals zu verhindern.
Die Schlachtung darf in den meisten westlichen Staaten ausschließlich durch ausgebildete Fleischer (regional auch Schlachter, Metzger oder Fleischhauer genannt) durchgeführt werden und wird im Rahmen der Schlachttier- und Fleischuntersuchung amtlich überwacht.
Die Art der Schlachtung hat nachweislich einen hohen Einfluss auf die Qualität des Fleisches. Je weniger Stress und Angst die Tiere erfahren, desto höher ist die Fleischqualität.

## Betäubung
In den meisten westlichen Nationen dürfen Nutztiere nur nach Betäubung (medizinisch: Ausschaltung der höheren Hirnfunktionen, beim Schlachten: nach wirksamer Ausschaltung von Schmerz ein Zustand der Wahrnehmungs- und Empfindungslosigkeit) geschlachtet werden. Die Betäubung ist vor dem Blutentzug durchzuführen. Dadurch soll gewährleistet werden, dass die Tiere keinen unnötigen Schmerz durch Schlachtwunden erleiden. Während Kohlenmonoxid etwa bei Ferkeln oder Pelztieren oder eine tödliche Injektion eines Tierarzneimittels für andere Fälle zur Betäubung gebräuchlich ist, wird zur Schlachtung vor allem eine der folgenden, von der EU hierbei zugleich geforderten Methoden eingesetzt:

### Mechanisch

#### Stumpfer Schlag auf den Kopf
Vor der Einführung der Bolzenschussgeräte wurde die Betäubung bei der Hausschlachtung von Schweinen durch einen Schlag mit der stumpfen Seite einer mittelschweren Axt auf den Kopf des Tieres vorgenommen. Bei mit der Handangel gefangenen Fischen wird die Methode des Schlages auf den Kopf immer noch angewandt. Hierfür sind spezielle Totschläger erhältlich.

#### Schuss
Mit einem Schlachtschussapparat wie Bolzen- oder selten Kugelschussapparat oder einer Feuerwaffe wird bei Tieren mit dicker Kopfhaut und starker Schädeldecke wie Rindern oder Pferden die Betäubung mittels Schädigung des Gehirns durch gezielten Schuss auf oder durch das Schädeldach durchgeführt. Beim penetrierenden Bolzenschuss dringt der Stahlbolzen durch die Schädeldecke tief in das Gehirn und zerstört es. Bei Rindern zielt der Schlächter dabei auf den gedachten Kreuzungspunkt zweier Linien, die den Hornansatzpunkt und das gegenüberliegende Auge verbinden. Nur bei Hausschlachtungen werden auch Schweine mit dem Bolzenschussgerät betäubt. Dabei setzt der Schlächter es dem Schwein zwei Fingerbreiten über den Augen fest auf die Stirn. 

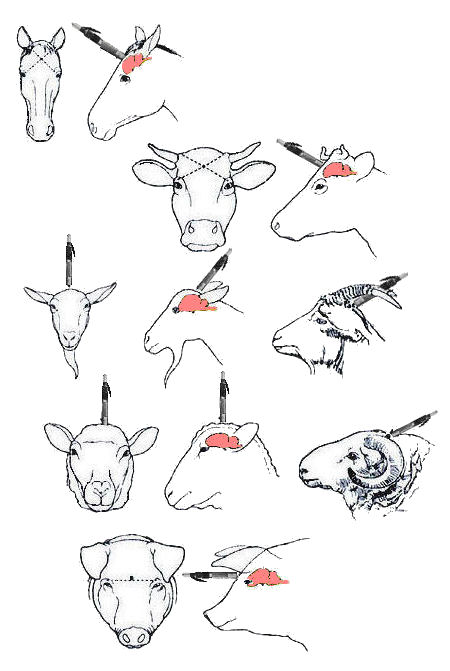
Aufsetzpunkte des Bolzenschussapparates bei Schlachttieren

Rinder (Großvieh) werden ausschließlich mit dem Bolzenschussapparat betäubt. Wiederkäuer sowie Geflügel, Kaninchen oder Hasen können auch mit nicht penetrierendem Bolzenschlag einfach betäubt werden.

#### Genickbruch
Manuelles oder mechanisches Strecken und Abdrehen des Halses, das zu zerebraler Ischämie führt, wird bei bis zu 5 kg schwerem Geflügel eingesetzt.

### Elektrisch
Für kleinere Tiere wie Geflügel reicht ein Stromstoß mit 50 bis 80 Volt während 8 bis 15 Sekunden. Bei Schafen und Schweinen wird eine Spannung von 360 Volt verwendet. Dadurch wird im Gehirn ein sogenannter epileptiformer Anfall ausgelöst (vergleichbar dem epileptischen Anfall des Menschen). Dieser führt zum Verlust der Wahrnehmungs- und Empfindungsfähigkeit, wodurch die Tiere schmerzunempfindlich und bewusstlos werden. Diese Betäubungsmethode ist am effizientesten im Wasserbad. Angewandt werden auch die Kopfdurchströmung sowie die gleichzeitig zum Stillstand oder zur Fibrillation des Herzens führende Ganzkörperdurchströmung.

### Verfahren unter kontrollierter Atmosphäre
Masthühner bis 4 kg werden über niedrigen Luftdruck, also allmähliche Dekompression und Senkung des Sauerstoffgehalts auf unter 5 % betäubt. Geflügel und Schweine werden durch Kohlendioxid, oft  in Verbindung mit Inertgasen oder Edelgasen, also letztlich ebenfalls durch Sauerstoffentzug betäubt.
Bei Schweinen werden zunehmend CO2-Anlagen („Backloader“) eingesetzt: Die Schweine werden in Gruppen von 2 bis 8 Tieren in Gondeln oder Körben (Paternostersystem) in die Tiefe einer Grube (circa 9 Meter) befördert, wo sich das Gas befindet, welches schwerer als Luft ist. Hauptsächlich an Schlachthöfen mit schnellen Bandgeschwindigkeiten wird diese CO2-Betäubung eingesetzt. In dieser Grube verlieren die Schweine durch Einatmen des CO2-Gasgemisches und durch Sauerstoffmangel dann das Bewusstsein. Anschließend werden die bewusstlosen Tiere wieder hochgefahren und automatisch aus der Gondel gekippt. Diese Methode ist umstritten, da die Tiere noch circa 15 Sekunden mit Atemnot oder Erstickungsangst nach Luft schnappen, bevor durch die Einatmung des Betäubungsgases eine Absenkung des pH-Wertes im Blut und damit auch im Gehirn bewirkt wird, wodurch sich das Wahrnehmungs- und Empfindungsvermögen verliert. Sie werden anschließend im Hängen durch Schnitt durch die Halsschlagader entblutet, was zum Tod führt. Der Blutentzug muss zügig erfolgen, da viele Schweine sonst aufwachen würden. Untersuchungen haben ergeben, dass der Kontakt mit dem Kohlendioxid Stress bei den Tieren auslöst, welcher durch Verwendung von anderen Inertgasen wie Stickstoff oder den Edelgasen Argon und Helium, welche durch Sauerstoffverdrängung genauso gut betäuben, vermieden werden könnte. Allerdings würden in diesem Falle höhere Kosten anfallen und die Qualität des Schlachtkörpers wäre bei der Verwendung von Argon nicht zufriedenstellend. Bei der Verwendung von Helium hingegen ist die Qualität des Fleisches besser als bei Tieren, welche durch CO2 betäubt wurden, da die Tiere den Sauerstoffmangel nicht wahrnehmen und somit keine Stresshormone ausschütten. An der Verwendung von Helium wird momentan [Stand 2021] am Max Rubner-Institut in Kulmbach geforscht.

## Schlachtstraße

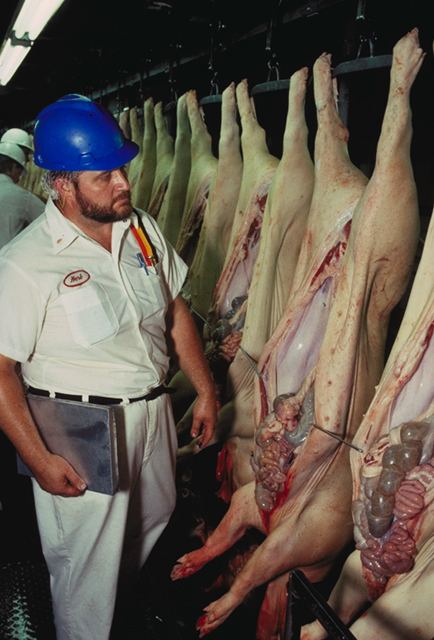
Schlachtinspektion

In Schlachthöfen oder großen Metzgereien werden die betäubten Tiere an den Füßen (Stotzen) an einer Hochbahn aufgehängt, Geflügel wird in Schlachttrichter eingebracht. Um Verschmutzungen und mikrobiologischen Kontaminationen vorzubeugen, wird der Tierkörper von oben her bearbeitet. Meistens steht pro Arbeitsschritt eine Person zur Verfügung, welche nur für ihren Bereich zuständig ist. Das Berufsbild des Kopfschlächters umfasst die nachfolgenden Tätigkeitsbereiche.

### Betäuben und Anhängen
Am Anfang der Schlachtstraße steht die Betäubung und das Aufziehen der Tierkörper auf eine Rohrbahn. Zum Aufhängen werden aus hygienischen Gründen in diesem Teilschritt Anschlingketten verwendet, da hier der Schlachtkörper noch nicht gereinigt oder geöffnet wurde. Im späteren Verlauf kommen Rohrbahnhaken zum Einsatz.

### Abstechen und Entbluten
Nach dem Betäuben werden die Tiere „gestochen“, damit sie ausbluten.
Erst mit dem Stechen erfolgt die eigentliche Tötung des betäubten Tieres. Der Schlächter spricht deshalb auch von „abstechen“ oder „abschlachten“.
Dazu sticht der Schlächter das Tier entweder mit einem herkömmlichen oder mit einem Hohlstechmesser im Bereich des Brusteingangs und eröffnet die großen Blutgefäße in Herznähe. Gelingt dieser Stich nicht, oder wird die ganze Ader durchtrennt, die sich dann nach innen hin aufrollt, handelt es sich um ein „Verstechen“ und das Tier blutet nach innen aus. Durch den Blutentzug wird das Gehirn der Tiere nicht mehr mit Sauerstoff versorgt, sodass der Tod innerhalb kurzer Zeit eintritt.
Man unterscheidet verschiedene Stecharten:
- Halsbruststich (Einstich vor dem Brustbein): bei Schweinen, Großvieh, Pferden
- Aderschnitt (Durchtrennen der Halsschlagader): bei Großvieh, Pferden
- Halsstich (Durchstechen des Kehlkopfes): bei Schafen, Ziegen, Kälbern

Gestochen wird im Liegen oder im Hängen. Beim Stechen im Liegen liegt das Tier auf der Seite. Wird im Hängen gestochen, so wird das Tier mit einer Schlachtkette am Hinterbein mit dem Kopf nach unten aufgehängt. In Schlachthöfen hängen die Tiere zum Stechen über der Blutauffangrinne oder Blutauffangwanne. Zum Stechen wird ein scharfes, etwa 14 cm langes Stechmesser benutzt. Bei Großvieh und Pferden kommt ein längeres, gut 20 cm langes Stechmesser zum Einsatz. Bei Rindern wird am besten die Haut am Hals von der Brust abwärts vorgeschlachtet (aufgeschnitten) und anschließend gestochen.
- Halsbruststich: Hierbei wird bei einem Schwein der Hals gespannt, indem das Vorderbein nach oben gedrückt wird. Das Stechmesser wird etwa 3 Finger breit vor dem Brustbein angesetzt, und schräg nach hinten Richtung Herz und Schwanzende gestochen, um die dahinterliegenden Blutgefäße zu treffen. Die Klinge dringt dabei bis zum Anschlag in den Hals des Tieres ein. Bei Schweinen wird oftmals auch mit dem Hohlstechmesser gestochen, wobei das Blut durch Unterdruck abgesaugt und zur weiteren Verarbeitung in das Blutrührgerät geleitet wird. Um ein Verklumpen das Blutes zu verhindern, wird es durch das Rührwerk fortwährend gerührt.
- Aderschnitt: Dem Tier wird mit einem frisch geschärften Fleischermesser/Metzgermesser/Schlacht(er)messer mit einem kräftigen Schnitt der Hals bis fast auf die Halswirbelsäule durchgeschnitten. Dabei werden Luft- und Speiseröhre sowie die Blutgefäße durchtrennt.
- Halsstich: Der Kopf des Tieres wird mit einer Hand nach hinten fixiert, mit der anderen sticht man dicht hinter dem Ohr quer in den Hals. Der Hals wird dabei vollkommen durchgestochen. Mit einem kräftigen Schnitt wird der Hals nach vorne durchgeschnitten, und somit die Halsschlagader des Tieres durchtrennt.

Nach einem sachgerechten Entblutungsschnitt schießt das Blut im Rhythmus des Herzschlages sofort mit hohem Druck und in dickem Strahl aus der Stichwunde.
Beim nächsten Schritt werden bei Rindern, Schafen, Ziegen und Pferden der Kopf und die Vorderfüße sauber abgetrennt. Schweine dagegen werden erst in ca. 62 °C heißem Wasser oder Wasserdampf gebrüht, damit anschließend in einer Enthaarungsmaschine die oberste Hautschicht und die Borsten entfernt werden können. Als nächster Schritt werden die Augenober- und -unterlider entfernt (Maske), ebenso die äußeren Gehörgänge. Diese Teile sind nicht für den menschlichen Verzehr geeignet und werden verworfen (Konfiskate). Die für den Menschen ungenießbare Fleischpartie rund um die Einstichstelle zur Entblutung von Schweinen oder Rindern wird Stichfleisch genannt.

### Haut, Haare und Federn entfernen

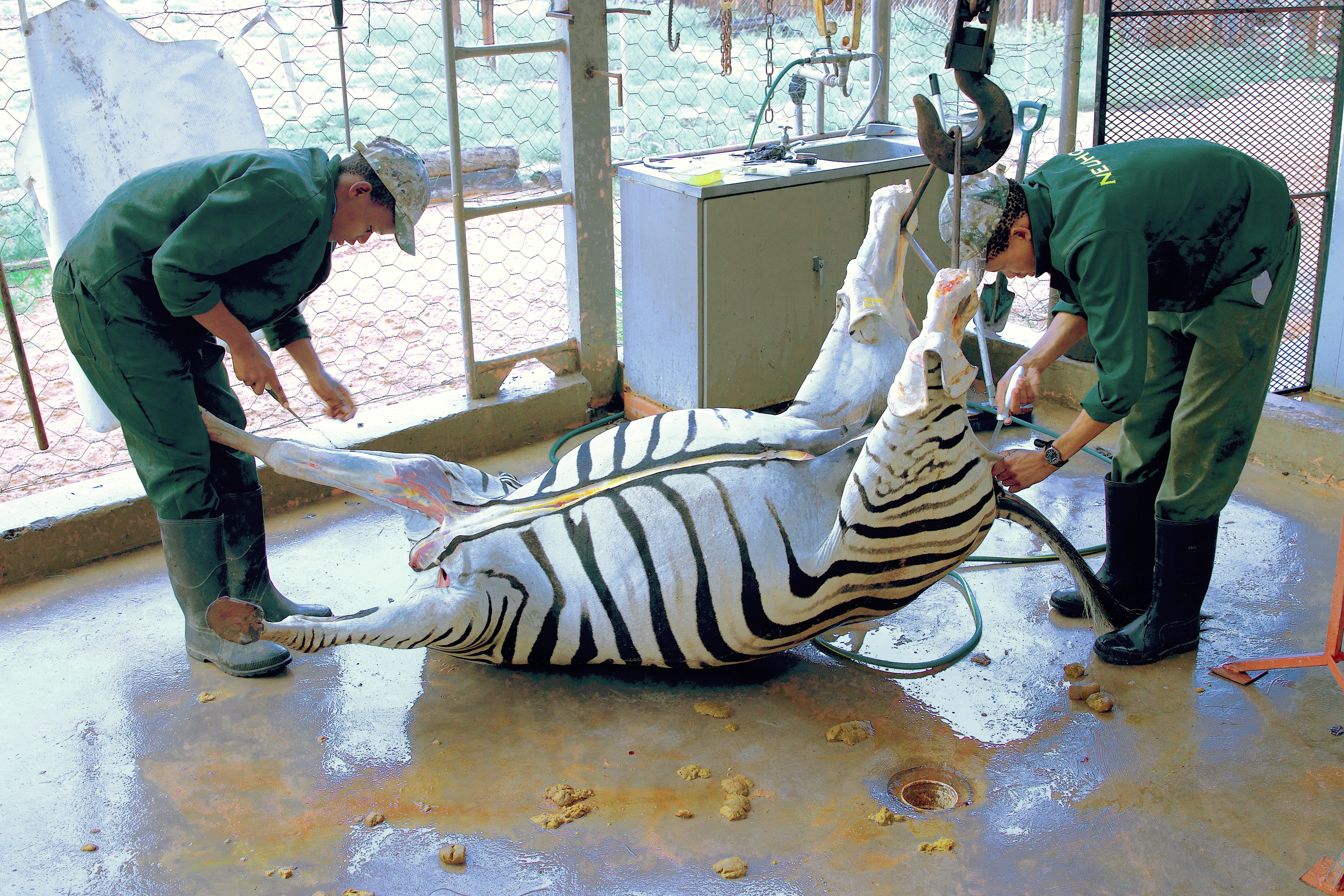
Hautabzug eines Zebras nach der Jagd auf einer Jagd-Farm in Namibia (2018)

Der Tierkörper wird jetzt an den Hinterbeinen oberhalb des Knies aufgehängt, so dass die Hinterfüße unterhalb der Tarsalgelenke entfernt werden können. Anschließend wird bei Schafen und Rindern die Haut vorgeschnitten und dann abgezogen. In kleinen Schlachtbetrieben wird die Haut heruntergeschnitten, da das Abziehen die Keimproduktion beschleunigt.
Bei Schweinen und Geflügel werden die Borsten beziehungsweise die Federn entfernt und die Haut verbleibt am Schlachttier. Dies geschieht durch Brühen. Früher war dies die Behandlung mit heißem Wasser und bei Schweinen mit der Schabeglocke, Geflügel wurde danach gerupft. Heute sind diese Arbeitsschritte mechanisiert. Manchmal wird Brühharz zur Enthaarung geschlachteter Schweine verwendet.
Zumeist wird die Haut der Tiere zur Pelz- oder Lederproduktion verwendet.

### Ausweiden (auch: Ausschlachten)

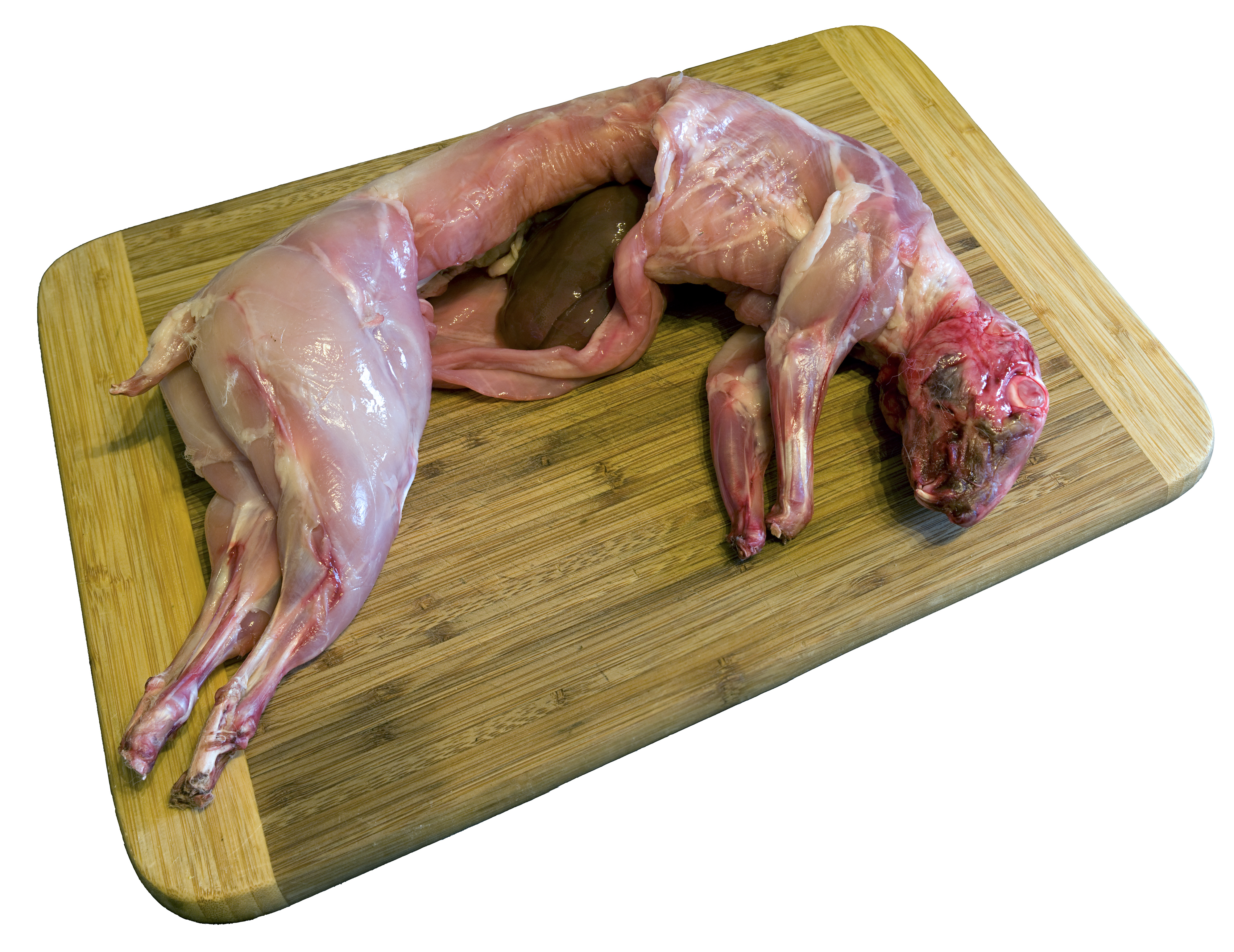
Geschlachtetes Kaninchen mit Leber

Beim Entnehmen der Eingeweide, der sogenannten Eviszeration, muss darauf geachtet werden, dass keine Kotreste vom Darm oder After an das Fleisch gelangen. Stand der Technik sind heute Klammern aus Gummi oder Metall, die um den Schlund und das Rektum gelegt werden und so ein Austreten von Kot und Nahrungsresten verhindern. Falls notwendig, können jetzt die Bauch- und Brusthöhle mit Trinkwasser ausgespült werden. Entgegen der landläufigen Meinung kann hierbei das Fleisch aus physikalischen Gründen nicht „verwässert“ werden. Ein Grund ist der hohe Temperaturunterschied zwischen Schlachtkörper und Umluft (in der Regel 30 °C und mehr), wodurch Reste des Wassers aufgrund des höheren Wasserdampf-Partialdruckes rasch abdunsten. Nach der Entnahme der Bauch- und Brustorgane und möglicherweise dem mittigen Spalten der Schlachtkörper entlang der Wirbelsäule erfolgt die amtliche Fleischuntersuchung der Tierkörper(hälften) und der Nebenprodukte der Schlachtung durch amtliche Tierärzte oder durch amtliche Fachassistenten (bis Ende 2005: Fleischkontrolleure). Bei diesem Schritt wird in der Schweiz der Schlachtwert erhoben. Der Schlachtwert definiert die Qualität des Schlachtkörpers und wirkt sich auf den Kilopreis aus.
Bei gewerblichen Schlachtungen werden die genussuntauglichen Tierkörperteile und Schlachtabfälle als Konfiskate in einen besonderen Kühlraum verbracht und bis zur Abholung durch die Tierkörperbeseitigungsanstalt zwischengelagert. Bei Hausschlachtungen in einem landwirtschaftlichen Betrieb war die Entsorgung durch Untergraben im Misthaufen eine übliche Methode.
Als letztes wird das amtliche Schlachtgewicht festgestellt.

### Bearbeiten und Reinigen
Nach vorheriger Kühlung auf maximal 7 °C oder weniger im Kern (beim Rind in der Keule, beim Schwein im Schinken) wird der Körper in die entsprechenden Teilstücke zerlegt. Großmetzgereien liefern meist Schweinehälften oder Rinderviertel. Auch in Österreich nur noch von untergeordneter Bedeutung ist die traditionelle Wiener Teilung.

### Schutzkleidung und Ausrüstung eines Fleischers/Metzgers/Schlachters
- Weiße Gummistiefel
- Lange, gummierte Schürze (Schlächterschürze)
- Metzgerkittel (Fleischerjacke)
- Weiße Kopfbedeckung, Schiffchen, Mütze, in Schlachthöfen auch Schutzhelm
- Messerköcher, Messertasche
- Fleischermesser/Metzgermesser/Schlacht(er)messer
- Stechmesser
- Häutemesser
- Wetzstahl
- Kettenhandschuh und Kettenschürze zum Schutz vor Messerunfällen

Während der Arbeit beim Schlachten trägt der Fleischer/Metzger/Schlachter seine Messer immer griffbereit und sicher untergebracht im Messerköcher am Gürtel umgeschnallt bei sich. Auch der Wetzstahl ist am Gürtel eingehängt und immer griffbereit.

## Weideschlachtung
In Deutschland ist unter engen rechtlichen Voraussetzungen eine Schlachtung auf der Weide zulässig. Eine Weideschlachtgenehmigung wird nur erteilt, wenn eine Kugelschussbetäubung stattfindet, die Tiere ganzjährig auf der Weide gehalten werden und der Halter den Antrag entsprechend begründet. So gestattet § 12 TierSchlV in Verbindung mit Anlage 1 Nr. 2 nur zur Nottötung sowie „mit Einwilligung der zuständigen Behörde zur Betäubung oder Tötung von Rindern, die ganzjährig im Freien gehalten werden“. Der Bolzenschuss muss auf den Kopf des Tieres abgegeben werden. In Hessen wurde im Rahmen eines Projektes ein mobiler Schlachtanhänger entwickelt, der auch für Rinder eingesetzt wird, die nicht das ganze Jahr auf der Weide stehen. Die Rinder werden dabei „auf der Weide fixiert, per Bolzenschuss betäubt und zum Entbluten in den Anhänger geladen“, was dem Schlachthofgebot Genüge tut. Am 5. Juni 2020 nahm der deutsche Bundesrat eine Initiative Bayerns zur Weideschlachtung mehrheitlich an. Die Bundesregierung wurde darin aufgefordert, die rechtlichen Möglichkeiten für die Weideschlachtung auf nationaler Ebene zu erweitern und rechtssicher im EU-Recht zu verankern. Außerdem sollen Fördermöglichkeiten für Investitionen kleiner bäuerlicher Betriebe in die Weideschlachtung bestehen bleiben.
In der Schweiz wurde im Jahr 2016 eine einmalige und auf ein Jahr befristete Genehmigung zur Weideschlachtung erteilt, infolge wurden weitere Bewilligungen erteilt und auch die Schlachtung mittels Bolzenschussgerät wurde zugelassen. Mit Wirkung zum 1. Juli 2020 wurde durch die überarbeitete Verordnung über das Schlachten und die Fleischkontrolle (VSFK) die Betäubung und Entblutung eines Tieres auf einem landwirtschaftlichen Betrieb erlaubt. Vorher war die sogenannte Hoftötung nur erlaubt, wenn das Fleisch für den Eigengebrauch bestimmt war und nicht für den Handel. Von Gesetzes wegen müssen die geschlachteten Tiere in der Schweiz innerhalb von 45 Minuten auf dem Schlachthof bzw. beim Metzger angekommen und ausgeweidet sein. In der EU beträgt diese Zeitspanne 120 Minuten.
In Österreich war die Weideschlachtung lange Zeit gänzlich verboten. Ein Erlass vom März 2019 erklärte die die teilmobile Schlachtung in Österreich für genehmigungsfähig, allerdings unter hohen Auflagen.
Zum 21. September 2021 wurde ein diesbezügliches Kapitel in die Verordnung (EG) Nr. 853/2004 eingefügt.
Tierschützer halten diese Tötung für schonender, weil die Tiere in der gewohnten Umgebung bleiben und bei der Tötung keinerlei Stress ausgesetzt seien. Dies verbessere auch die Fleischqualität. Im November 2021 hat Alnatura Rindfleisch aus Weideschlachtung ins Sortiment aufgenommen.
Bisher werden fast ausschließlich Rinder auf der Weide geschlachtet. Nur wenige Betriebe schlachten auch Schweine auf der Weide. Hierfür sind besondere Vorrichtungen notwendig. Die Land.Luft Leberfing hat hierfür z. B. einen extra mobilen Schlachtanhänger entwickelt, der auch über eine EU-Zulassung verfügt. Der mobile Schlachtanhänger wird auf die Weide gezogen und die Tiere werden hier angefüttert. Die Betäubung und anschließende Schlachtung bekommen die Tiere somit nicht mit. Dies wurde wissenschaftlich durch die Tiermedizinische Fakultät der TU München bestätigt.

## Tierschutz
Den Tierschutz im Zusammenhang mit dem Schlachten regelt in der Europäischen Union die Verordnung (EG) Nr. 1099/2009 einschließlich Betreuung, Unterbringung, Ruhigstellung, Betäubung und Entblutung der Tiere. Für die Tötung bei Jagd, Freizeitfischerei, Tierversuchen oder Kultur- oder Sportveranstaltungen gelten andere Regelungen, für das Schlachten für den privaten Eigenverbrauch und zur Direktabgabe von Kleinmengen an Geflügel- oder Hasen- oder Kaninchenfleisch gelten ihre umfassenden Organisations- und Vorsorgeregeln eingeschränkt. In Deutschland enthält die Tierschutz-Schlachtverordnung (TierSchlV) Regeln zu ihrer Umsetzung und Ergänzung. Danach sind die Tiere bei allen damit zusammenhängenden Tätigkeiten von jedem vermeidbaren Schmerz, Stress und Leiden zu verschonen. Tiere dürfen nur nach einer – nach deutschem Recht möglichst schnellen und leidlosen – Betäubung nach den dort näher geregelten Methoden getötet werden, wobei die Wahrnehmungs- und Empfindungslosigkeit des Tieres bis zu seinem Tod zuverlässig anhalten muss. Bei „einfacher“, also bei nicht sofort tötender Betäubung ist daher so rasch wie möglich ein den Tod herbeiführendes Verfahren wie die Entblutung, Rückenmarkszerstörung oder Tötung durch elektrischen Strom oder längeren Sauerstoffentzug anzuwenden.
Nach einer Untersuchung des Kulmbacher Max Rubner-Instituts, die unter der Leitung des Veterinärs und Fleischforschers Klaus Tröger durchgeführt wurde, werden bis zu ein Prozent der Schlachtschweine nicht ordnungsgemäß entblutet, mit der Folge, dass sie erst beim Brühen sterben, was mit Leiden einhergehen kann. Erkennbar ist dies bei der Fleischuntersuchung an einer Brühwasserlunge, das heißt, es ist im Brühwasser noch mindestens ein Atemzug erfolgt. Rund 500.000 Schweine werden somit in Deutschland pro Jahr lebend gesiedet. Ähnlich dramatisch sei die Lage bei Rindern: Nach Angabe Trögers verfehle der zur Betäubung vorgesehene Bolzenschuss bei rund 200.000 Tieren das Ziel, so dass diese ebenfalls einen qualvollen Tod erleiden müssen. Als Grund werden die Akkordlöhne in den Schlachthäusern genannt und die aus dem Zeitdruck resultierende hohe Fehlerquote: Ein sogenannter Stecher hat nur etwa zwei Sekunden Zeit, um einem Schwein die Schlagadern zu durchtrennen.
2012 gab die Bundesregierung auf Anfrage der Partei Bündnis 90/Die Grünen die Fehlbetäubungsrate bei Schweinen bei handgeführten elektrischen Anlagen mit 12,5 Prozent und bei automatischen Anlagen mit 3,3 Prozent an. Die Fehlerrate bei Rindern wurde mit teilweise über 9 Prozent angegeben.
Jedes Jahr wurden in Deutschland bis zu 180.000, in der Schweiz etwa 15.000 trächtige Kühe geschlachtet. Es muss davon ausgegangen werden, dass die ungeborenen Kälber dabei einen qualvollen Tod sterben. Seit 2017 ist es den Tierhaltern in Deutschland verboten, Säugetiere (außer Schafe und Ziegen) im letzten Drittel ihrer Trächtigkeit zur Schlachtung abzugeben. In der Schweiz setzt man seit 2017 auf eine Branchenvereinbarung, welche vorsieht die Trächtigkeit zu dokumentieren. Infolge wurden durchschnittlich rund 2500 Fälle pro Jahr gemeldet. Zudem sollen Tierhalter seit dem 1. Januar 2020 mit einer Gebühr von 100 Franken sanktioniert werden, wenn sie nachweislich und ohne guten Grund trächtige Kühe oder Rinder zur Schlachtung abgeben. Ein Verbot wäre laut dem Schweizer Bauernverband nicht zielführend.

## Rituelles Schlachten

### Schächten

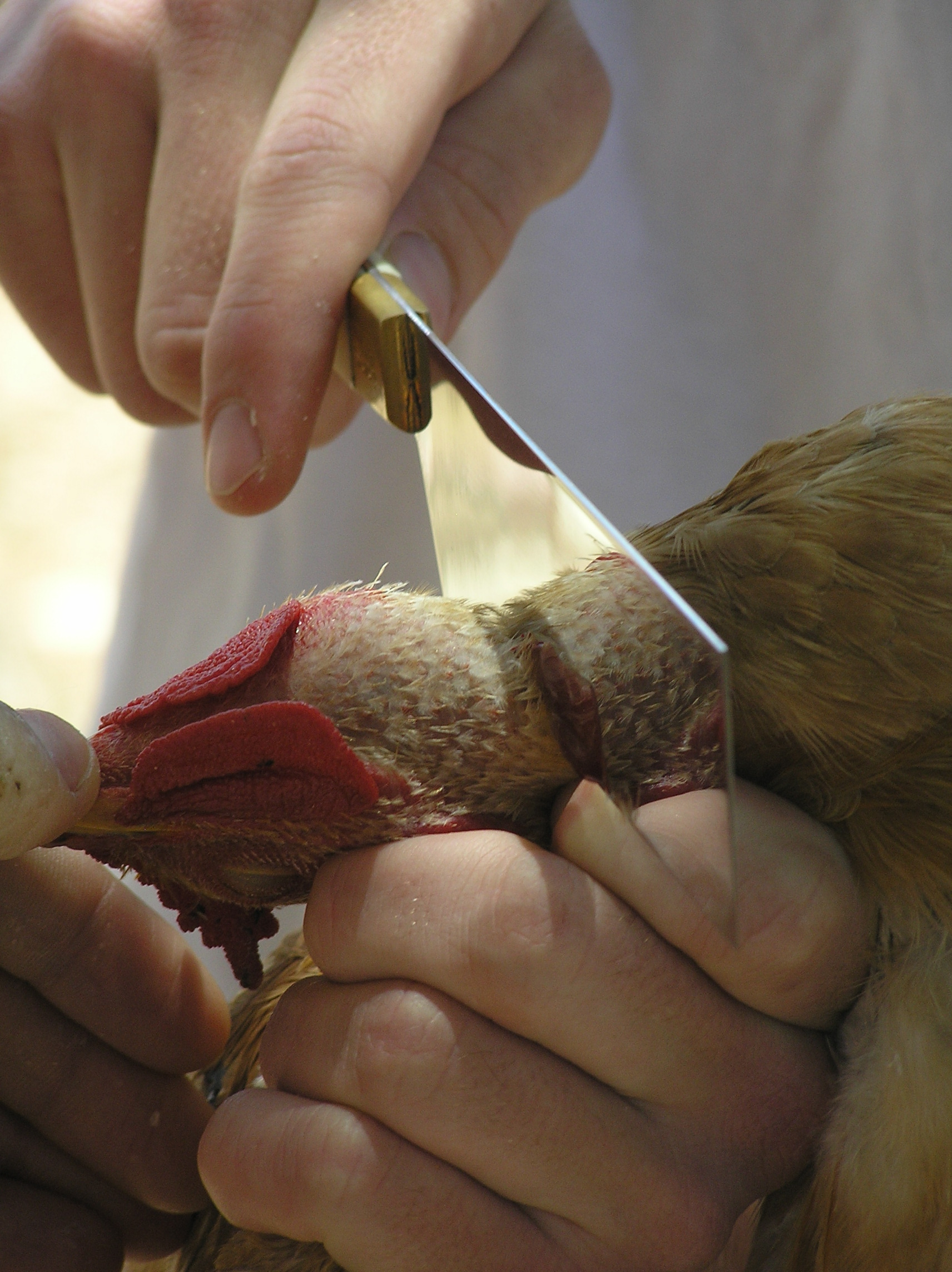
Schächten eines Huhns nach jüdischem Ritus

Schlachten gemäß jüdischem Ritus nennt man Schächten (von hebr. Schechita). Beim Schächten wird dem unbetäubten Tier mittels eines sehr scharfen Messers mit einem einzigen großen Schnitt die Halsunterseite, die großen Blutgefäße sowie Luft- und Speiseröhre geöffnet. Das Tier muss danach vollständig ausbluten. Das Schächten muss durch einen Schochet, einen rituellen Schlachter, erfolgen, der selbst eine spezielle praktische und religiöse Ausbildung erhalten hat. Nur das Fleisch von Tieren, die nach diesem speziellen Ritus geschlachtet worden sind, gilt als koscher.

### Schlachten nach islamischem Ritus

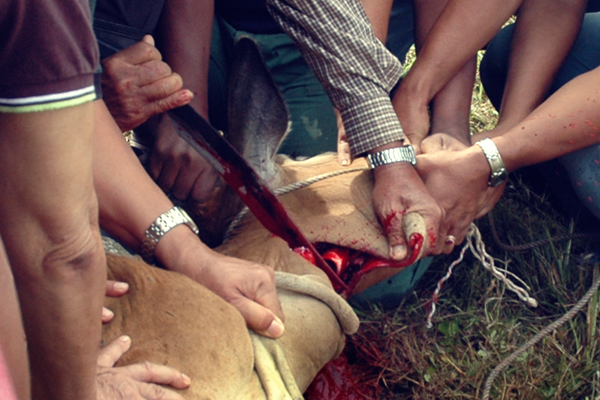
Schlachtung eines Rindes nach islamischem Ritus

Gemäß den islamischen Vorschriften müssen Haustiere (Kamele, Rinder, Schafe, Ziegen, Geflügel) nach einem speziellen Ritus geschlachtet werden, der Dhakāt (ذكاة / ḏakāh) genannt wird und in einzelnen Punkten dem jüdischen Schächten ähnlich ist. Nur Fleisch von Tieren, die nach diesem Ritus geschlachtet sind, gilt als halāl. Der Dhakāt-Ritus erfordert die Einhaltung folgender Vorschriften:
- Die Schlachtung des Tieres muss mit einem scharfen Gegenstand erfolgen, der dazu geeignet ist, „es durch das Zertrennen der Blutgefäße ausbluten zu lassen.“[37]
- Für die Schlachtung kommen zwei Methoden in Betracht, Dhabh (ذبح / ḏabḥ) und Nahr (نحر / naḥr). Die Nahr-Methode wird nur bei Kamelen und seltener bei Rindern angewandt. Hierbei wird dem stehenden Tier ein scharfes Messer in die Kehle gestoßen. Die Dhabh-Methode kommt bei allen anderen Tieren (Rindern, Ziegen, Schafen, Geflügel) zur Anwendung. Hierbei werden dem Tier, das auf die linke Seite gelegt wird, in einem einzigen Schnitt Kehle und Halsadern durchtrennt. Nur wenn es nicht möglich ist, die Kehle des Tieres zu erreichen, etwa weil es davonläuft, ist es erlaubt, das Tier an einer anderen Körperstelle zu verletzen. Diese letztgenannte Art der Schlachtung wird ʿAqr (عقر) genannt.[38]
- Beim Schlachten muss über dem Tier der Gottesname „Allah“ ausgesprochen werden, und es darf dabei kein anderer Name genannt werden. Dieses Gebot stützt sich auf verschiedene koranische Aussagen, insbesondere Sure 6:121: „Esst nicht das, worüber der Name Gottes nicht gesprochen wurde!“ (vgl. auch Sure 5:3 und 6:118).[39]
- Der Schlachtende muss ein Muslim oder ein Angehöriger der Schriftreligionen (Christ, Jude),[40] im Vollbesitz der Geisteskräfte und nüchtern sein.
- Das Tier soll bei der Schlachtung nach der Qibla ausgerichtet sein.[41] Dies ist jedoch keine Pflicht, sondern nur empfohlen.[42]
- Das zur Schlachtung vorgesehene Tier darf außerdem nicht in der Weise krank oder verletzt sein, dass sein baldiges Verenden voraussehbar ist.[43]

### Konflikt zwischen Religionsfreiheit und Tierschutz

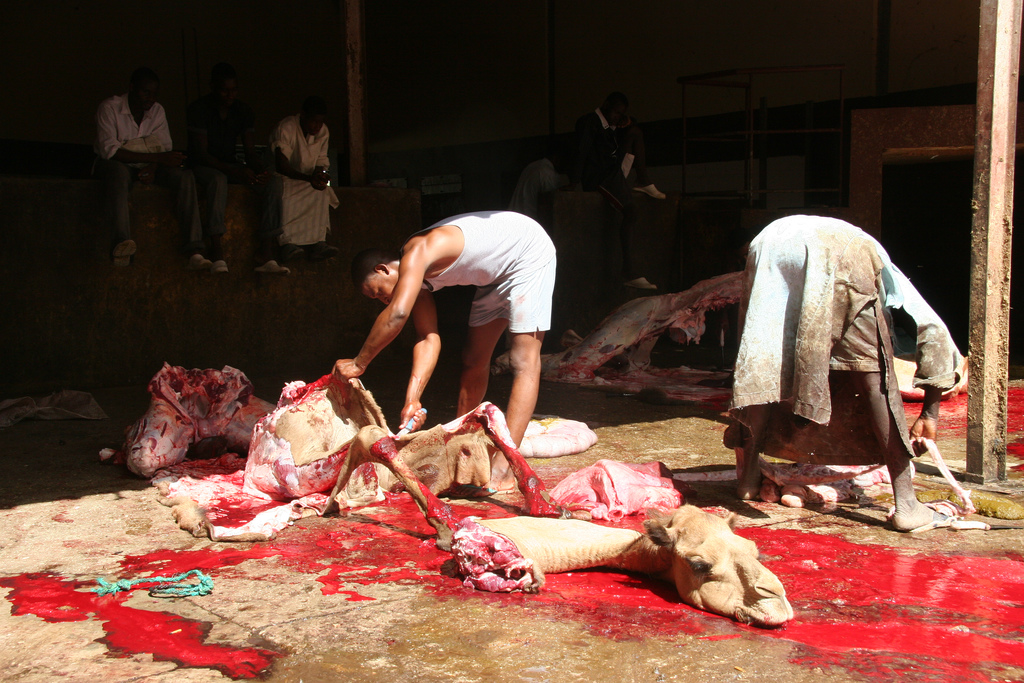
Kamelschlachtung in Mauretanien (2007)

Das europäische Recht nimmt Tiere, für die bestimmte religiöse Riten spezielle Schlachtmethoden vorschreiben, von der Regelung einer vor Beginn des Entblutens abgeschlossenen Betäubung aus, sofern es im Schlachthof geschlachtet wird.
Nach jahrelangen Protesten von Tierschutzorganisationen und Tierärzten wurde in Deutschland das Schächten staatlich reglementiert, wobei der Begriff des Schächtens hier jedes Schlachten ohne vorherige Betäubung unabhängig davon umfasst, ob es nach jüdischem oder einem islamischen Ritus vollzogen wird. Es ist bei warmblütigen Tieren grundsätzlich verboten. Es kann aber durch das Veterinäramt ausnahmsweise erlaubt werden, falls es erforderlich ist, damit Angehörige einer Religionsgemeinschaft deren Bestimmungen erfüllen können, die ihnen zwingend das Schächten vorschreiben oder den Verzehr von Fleisch nicht geschächteter Schlachttiere versagt. Seit Jahren fordern die Bundestierärztekammer für die deutsche Tierärzteschaft und der Tierärztliche Vereinigung für Tierschutz e. V. auf der Basis von Forschungserkenntnissen zur Entstehung und Interpretation von Angst, Schmerzen und Leiden bei betäubungsloser Schlachtung, dass die nach deutschem Tierschutzrecht geltende Möglichkeit einer Ausnahmegenehmigung zum religiös motivierten Schlachten ohne Betäubung abgeschafft wird.